# Agentschap NL
Agentschap NL was een agentschap van het Ministerie van Economische Zaken. Sinds 1 januari 2014 is zij gefuseerd met Dienst Regelingen tot Rijksdienst voor Ondernemend Nederland.

## Geschiedenis
Agentschap NL ontstond op 1 januari 2010 uit een fusie van drie agentschappen van het Ministerie van Economische Zaken: EVD, Octrooicentrum Nederland en SenterNovem. Agentschap NL bood klanten één aanspreekpunt voor duurzaamheid, innovatie en internationaal ondernemen. Ondernemers, kennisinstellingen en overheden konden bij dit agentschap terecht voor informatie, financiering, netwerken en uitvoering van wet- en regelgeving op de drie genoemde gebieden. Op 1 januari 2014 fuseerde het Agentschap NL met de Dienst Regelingen. Samen zijn zij verdergegaan onder de naam Rijksdienst voor Ondernemend Nederland.

## Activiteiten
Agentschap NL voerde verschillende opdrachten uit voor het ministerie van Economische Zaken, Landbouw en Innovatie en voor verschillende andere ministeries. Agentschap NL hield zich ook bezig met monitoring en effectmeting van de beleidsuitvoering. Signalen uit de uitvoering werden teruggekoppeld aan de beleidsmakers. Dit draagt ertoe bij dat beleid en uitvoering nog beter op elkaar aansluiten.
De verschillende activiteiten van Agentschap NL waren ondergebracht in vijf thematische divisies:
- NL Energie en Klimaat, versterkt de samenleving door te werken aan de energie- en klimaatoplossingen van de toekomst;
- NL EVD Internationaal, stimuleert internationaal ondernemen en samenwerken en een positieve beeldvorming van Nederland in het buitenland;
- NL Innovatie, helpt ondernemend Nederland bij innovaties. Met geld, kennis en contacten;
- NL Milieu en Leefomgeving, stimuleert de realisatie van duurzame ambities door het verbinden van partijen, de toetsing aan milieuwetgeving en met financiering, informatie en advies;
- NL Octrooicentrum, is dé octrooiverlener voor Nederland, geeft voorlichting over het octrooisysteem en behartigt de belangen van Nederland in Europese en mondiale organisaties.